# Hélitreuillage
 (janvier 2025).
L'hélitreuillage consiste à déplacer une charge accrochée à un hélicoptère avec un treuil. C'est une pratique utilisée dans le cadre de la recherche et sauvetage dans des zones difficiles d'accès (mer, montagne, etc). Le premier sauvetage par hélitreuillage a lieu le  29 novembre 1945 lorsqu'un Sikorsky H-5 est employé au large de Long Island.
En 2019, de 4 000 a 5 000 treuils pour hélicoptères sont en service. Ils sont fabriqués dans leur très grande majorité par trois entreprises américaines, Goodrich étant la plus importante.

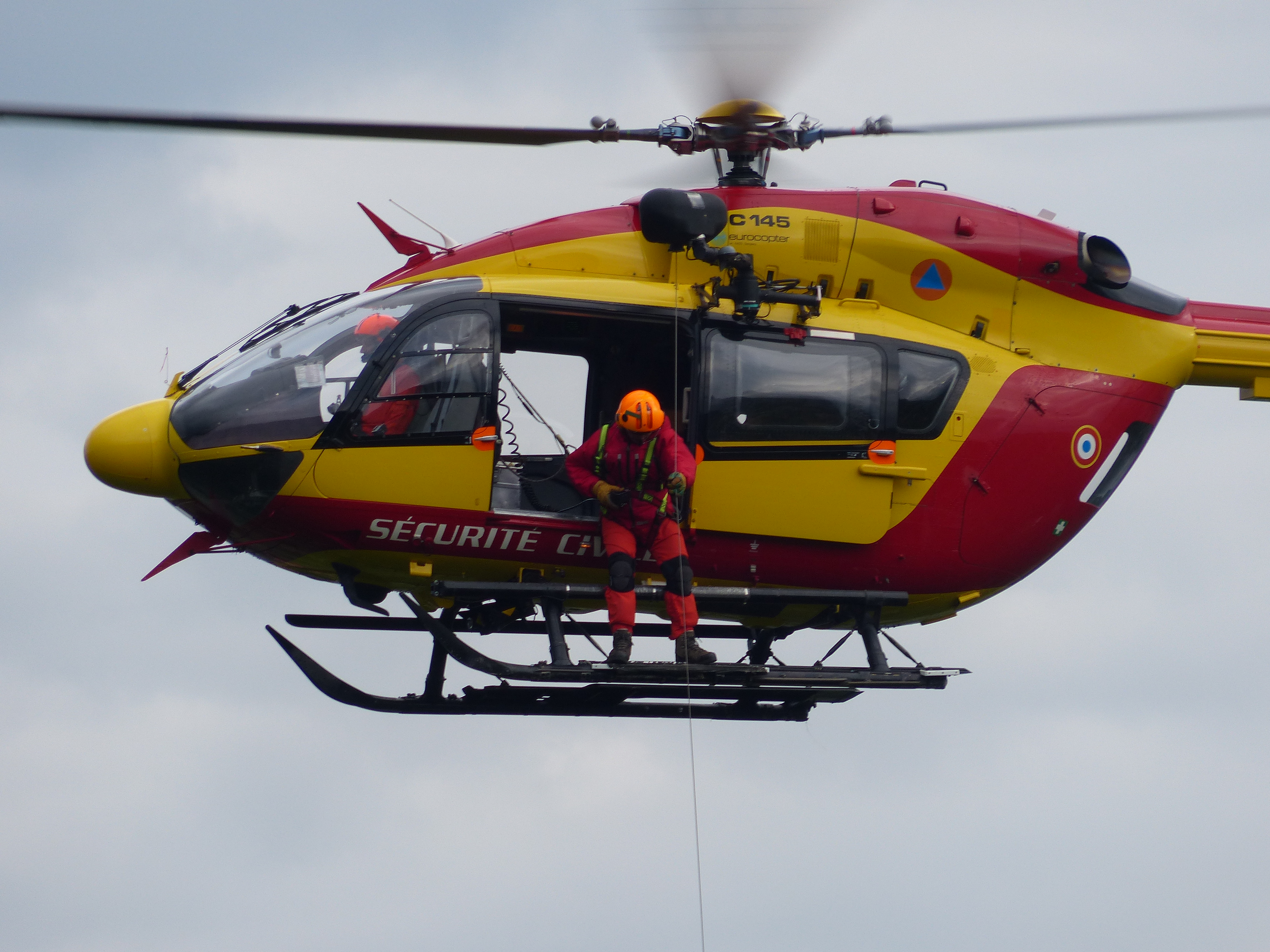
Hélitreuillage par un H145 de la Sécurité civile française, à Lucinges, Haute-Savoie.
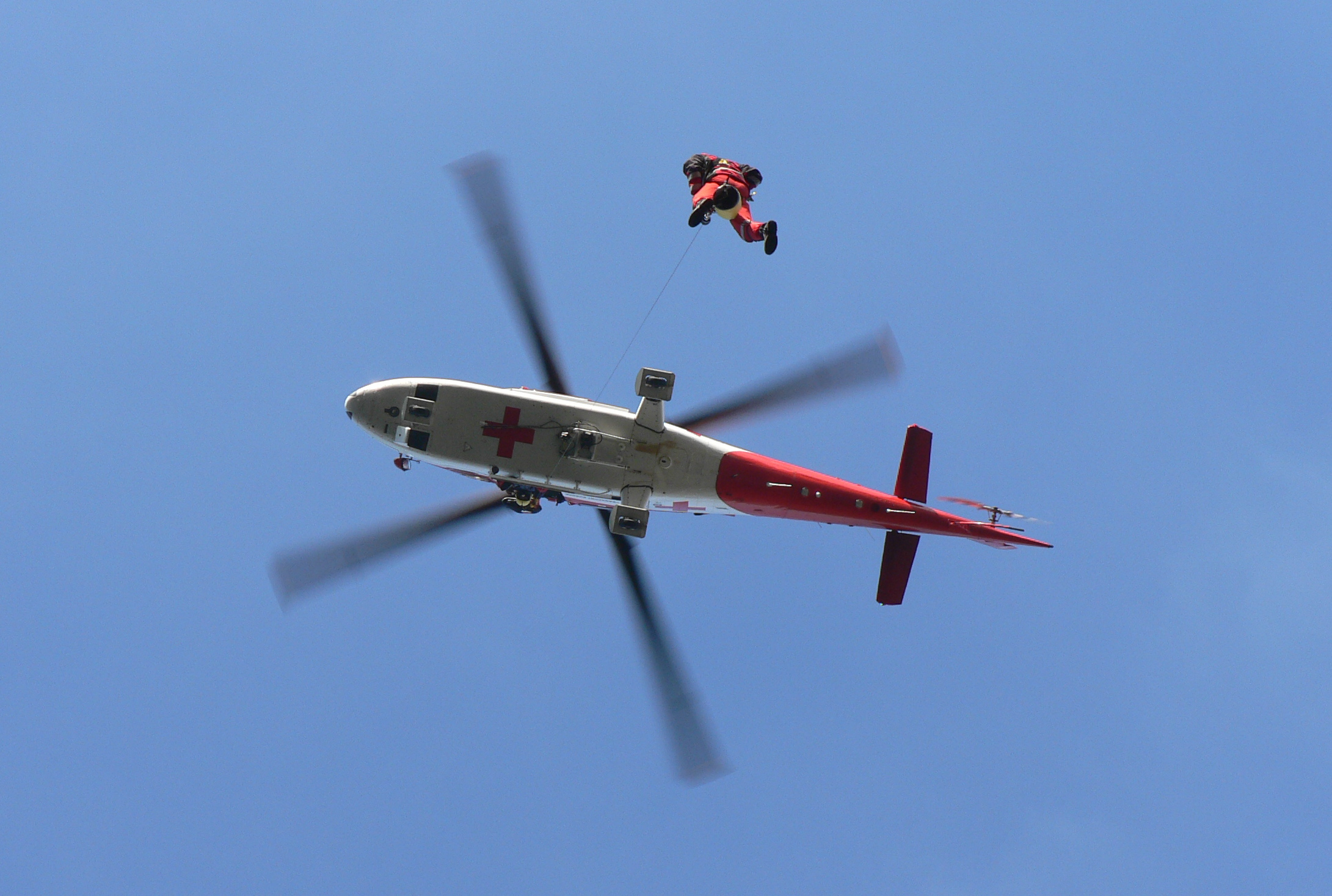
Un hélicoptère Agusta A.109 K2 lors d'un hélitreuillage de sauvetage en Slovaquie.
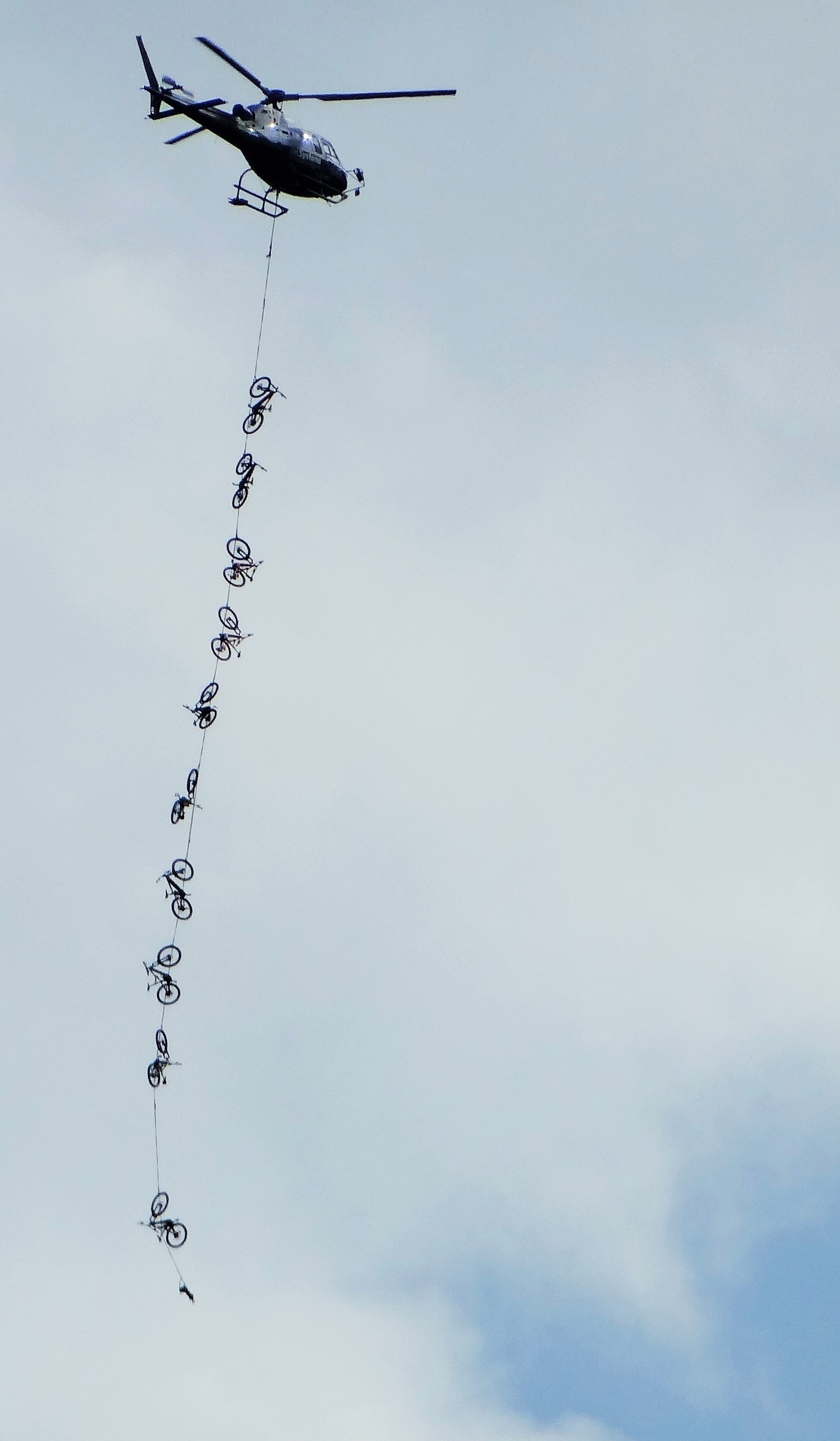
Hélitreuillage de vélos à Pralognan-la-Vanoise. Juillet 2020.